# Opal (Wirginia)
Opal – jednostka osadnicza w Stanach Zjednoczonych, w stanie Wirginia, w hrabstwie Fauquier.